# Udo Dirkschneider
Udo Dirkschneider, född 6 april 1952 i Wuppertal, Tyskland, är en tysk hårdrockssångare. Han var sångare i bandet Accept från 1976 till 1987 samt en andra period mellan 1992 och 1996. 1987 grundade Dirkschneider U.D.O.
I en intervju 2007 förklarade Dirkschneider att en återförening med de andra medlemmarna i Accept är utesluten.

## Diskografi

### Accept
Studioalbum
- 1979 – Accept
- 1980 – I'm a Rebel
- 1981 – Breaker
- 1982 – Restless and Wild
- 1983 – Balls to the Wall
- 1985 – Metal Heart
- 1986 – Russian Roulette
- 1993 – Objection Overruled1994 – Death Row 1996 – Predator

Livealbum
- 1985 – Kaizoku-Ban
- 1990 – Staying a Life
- 1992 – Live in Japan (återutgåva av Kaizoku-Ban)
- 1997 – All Areas - Worldwide
- 1998 – The Final Chapter (Japan- och USA-utgåva av All Areas - Worldwide)

EP
- 2002 – Rich & Famous

### U.D.O

#### Studioalbum
- 1987 – Animal House
- 1989 – Mean Machine
- 1990 – Faceless World
- 1991 – Timebomb
- 1997 – Solid
- 1998 – No Limits
- 1999 – Holy
- 2002 – Man And Machine
- 2004 – Thunderball
- 2005 – Mission No. X
- 2007 – Mastercutor
- 2009 – Dominator
- 2011 – Rev-Raptor
- 2013 – Steelhammer
- 2015 – Decadent

### Livealbum
- 2001 – Live From Russia
- 2003 – Nailed To Metal - The Missing Tracks
- 2016 – Live - Back to the Roots

### EP
- 2005 – 24/7
- 2007 – The Wrong Side of Midnight
- 2009 – Infected
- 2011 – Leatherhead

### Singlar
- 1987 – "They Want War"
- 1990 – "Faceless World"
- 1990 – "Heart of Gold"
- 1997 – "Two Faced Woman"
- 1997 – "Independence Day"
- 1998 – "Lovemachine"
- 2002 – "Dancing With an Angel"
- 2013 – "Metal Machine"
- 2014 – "Decadent"

### Samlingsalbum
- 1999 – Best Of
- 2007 – Metallized: 20 Years of Metal
- 2009 – Best Of & Live
- 2012 – Celebrator: Rare Tracks